# Брисниц

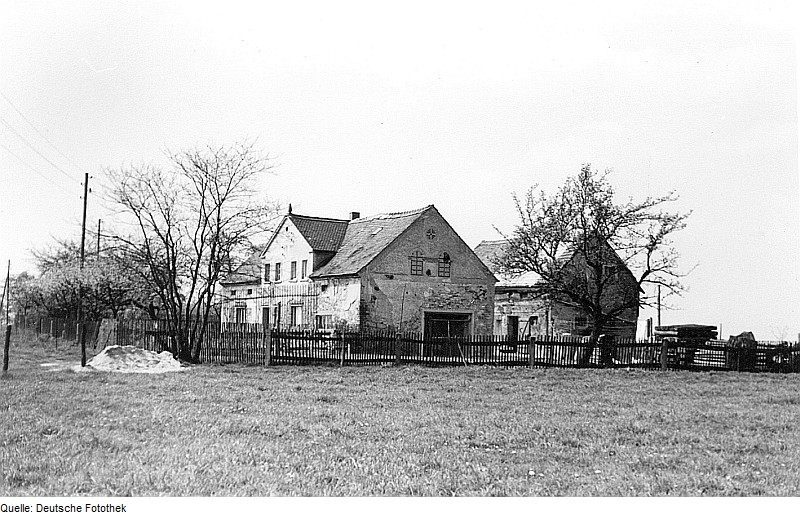

Бри́сниц или Бре́зецы (нем. Brießnitz; в.-луж. Brězecyо файле) — деревня в Верхней Лужице, Германия. Входит в состав коммуны Мальшвиц района Баутцен в земле Саксония. Подчиняется административному округу Дрезден.

## География
Находится примерно в 14 километрах на северо-восток от Баутцена и юго-восточнее от административного центра коммуны деревни Мальшвиц. Через деревню проходит автомобильная дорога S110, которая соединяет её на юге с европейской дорогой А 4.
Соседние населённые пункты: на востоке — деревня Хортница (входит в городские границы города Вайссенберг), на юго-востоке — деревня Гроджишчо (входит в городские границы города Вайсенберга), на юге — деревня Нехорнь (входит в городские границы города Вайсенберга), на западе — деревня Ракойды и на северо-западе — деревня Барт.

## История
Деревня имеет древнеславянскую круговую форму построения домов с площадью в центре. Впервые упоминается в 1413 году под наименованием Bresewicz.
С 1936 по 1974 года входила в коммуну Раккель, с 1974 по 1994 года — в коммуну Барут. С 1994 года входит в современную коммуну Мальшвиц.
В настоящее время деревня входит в состав культурно-территориальной автономии «Лужицкая поселенческая область», на территории которой действуют законодательные акты земель Саксонии и Бранденбурга, содействующие сохранению лужицких языков и культуры лужичан.
Исторические немецкие наименования
- Bresewicz, 1413
- Bresitz, 1498
- Bresytz, 1572
- Bresitz, 1615
- Prießnitz, 1653
- Brößnitz, 1711
- Bresnitz, 1732
- Brießnitz b. Bautzen, 1875

## Население
Официальным языком в населённом пункте, помимо немецкого, является также верхнелужицкий язык.
Согласно статистическому сочинению «Dodawki k statisticy a etnografiji łužickich Serbow» Арношта Муки в 1884 году в деревне проживало 75 человек (из них — 72 серболужичанина (96 %)).
| 1834 | 1871 | 1890 | 1910 | 1925 |
| ---- | ---- | ---- | ---- | ---- |
| 107  | 95   | 75   | 81   | 74   |